# Utilizarea problematică a smartphone-ului
Utilizarea problematică a smartphone-urilor este dependența psihologică sau comportamentală de telefoanele mobile. Este strâns legată de alte forme de utilizare excesivă a mediilor digitale, cum ar fi dependența de rețelele sociale⁠(d) sau dependența de internet⁠(d).
Cunoscut în mod obișnuit ca „dependență de smartphone”, termenul „utilizare problematică a smartphone-ului” a fost propus de cercetători pentru a descrie comportamente similare care nu prezintă dovezi de dependență.
Utilizarea problematică poate include preocuparea pentru comunicarea mobilă, cheltuieli excesive de bani sau de timp pentru telefoanele mobile și utilizarea telefoanelor mobile în situații inadecvate din punct de vedere social sau fizic, cum ar fi conducerea unui automobil. Utilizarea crescută poate duce, de asemenea, la efecte negative asupra relațiilor, la degradarea sănătății mentale sau fizice și la creșterea anxietății atunci când sunt separate de un telefon mobil sau de un semnal suficient. Persoanele cu vârste cuprinse între 3 și 11 ani prezintă cel mai mare risc de utilizare problematică a smartphone-urilor; 9-12 ore este considerată o medie.

## Istoric și terminologie
Formele de dependență de tehnologie au fost luate în considerare ca diagnostice încă de la mijlocul anilor 1990. În cercetările actuale privind consecințele negative ale utilizării excesive a tehnologiei, „utilizarea excesivă a telefonului mobil” a fost propusă ca subset al formelor de „dependență digitală”, reflectând tendințele tot mai accentuate de comportament compulsiv în rândul utilizatorilor de dispozitive tehnologice. Cercetătorii au denumit aceste comportamente „dependență de smartphone” și „utilizare problematică a smartphone-ului”, precum și referindu-se la utilizarea dispozitivelor mobile non-smartphone (telefoane mobile).
Utilizarea excesivă a dispozitivelor tehnologice poate afecta dezvoltarea, bunăstarea socială, mentală și fizică și poate duce la simptome similare dependențelor comportamentale, dar Manualul de diagnostic și statistică a tulburărilor mintale nu a codificat în mod oficial utilizarea problematică a smartphone-urilor ca un diagnostic. Recomandări larg acceptate pentru tratamentul comportamentelor de utilizare problematică nu există încă, în parte din cauza lipsei de dovezi bine stabilite sau a consensului experților, a accentului diferit al manualelor de clasificare și a dificultăților de utilizare a modelelor animale pentru analiză.
În timp ce studiile publicate au arătat asocieri între utilizarea mediilor digitale și sănătatea mintală, simptome sau diagnostice, cauzalitatea nu a fost stabilită, iar nuanțele și avertismentele cercetătorilor sunt adesea neînțelese de publicul larg sau prezentate în mod eronat de mass-media. O analiză sistematică a analizelor publicată în 2019 a concluzionat că dovezile - deși în principal de calitate scăzută sau moderată - au arătat o asociere între timpul petrecut în fața ecranului și o sănătate psihologică mai precară, inclusiv simptome precum neatenția, hiperactivitatea, stima de sine scăzută și probleme comportamentale în copilărie și adolescență. Mai multe studii au arătat că femeile sunt mai predispuse la utilizarea excesivă a rețelelor sociale, în timp ce bărbații sunt mai predispuși la utilizarea excesivă a jocurilor video. Acest lucru a determinat experții să sugereze că utilizarea excesivă a mediilor digitale poate să nu fie un fenomen unificat, unii solicitând delimitarea tulburărilor propuse pe baza activității online individuale.
Din cauza lipsei de recunoaștere și consens asupra conceptelor, diagnosticele și tratamentele sunt dificil de standardizat sau recomandat.

## Prevalență
Estimările Haider privind prevalența formelor de utilizare excesivă a tehnologiei au variat considerabil, cu variații accentuate în funcție de națiune și crește în timp.
Prevalența utilizării excesive a telefonului mobil depinde în mare măsură de definiții și de scalele utilizate pentru cuantificarea comportamentelor. Două scale principale sunt utilizate, atât la populația adultă, cât și la cea adolescentă: scala de 20 de elemente autoevaluate Utilizarea problematică a telefoanelor mobile (PUMP), și Mobile Phone Problem Use Scale (MPPUS). Există variații în ceea ce privește vârsta, sexul și procentul populației afectate în mod problematic în funcție de scalele și definițiile utilizate. Prevalența în rândul adolescenților britanici în vârstă de 11-14 ani a fost de 10%. În India, dependența este estimată la 39-44% pentru acest grup de vârstă. Conform diferitelor criterii de diagnosticare, prevalența estimată variază de la 0 la 38%, autoatribuirea dependenței de telefonul mobil depășind prevalența estimată în studiile în sine. Prevalența problemei legate de dependența de internet a fost de 4,9-10,7% în Coreea și este acum considerată o problemă gravă de sănătate publică. Un studiu prin chestionar realizat în Coreea a constatat, de asemenea, că acești adolescenți sunt de două ori mai predispuși decât adulții să recunoască faptul că sunt „dependenți de telefonul mobil”. De asemenea, ei cred că comunicarea prin smartphone a devenit o parte importantă a vieții lor și o modalitate importantă de a menține relațiile sociale. Scale suplimentare utilizate pentru a măsura dependența de smartphone-uri sunt Scala coreeană pentru dependența de internet pentru adolescenți (K-scale), Scala de dependență de smartphone (SAS-SV) și Scala de dependență de smartphone (SAPS). Aceste teste implicite au fost validate într-un studiu din 2018 ca mijloace de măsurare a dependenței de smartphone și internet la copii și adolescenți.
Comportamentele asociate dependenței de telefonul mobil diferă în funcție de gen. Persoanele în vârstă sunt mai puțin susceptibile de a dezvolta un comportament de dependență de telefonul mobil din cauza utilizării sociale diferite, a stresului și a autoreglării mai mari. Un studiu realizat în 2019 de autoritatea britanică de reglementare a mass-media Ofcom⁠(d) a arătat că 50% dintre copiii de 10 ani din Regatul Unit dețin un smartphone.

## Efecte

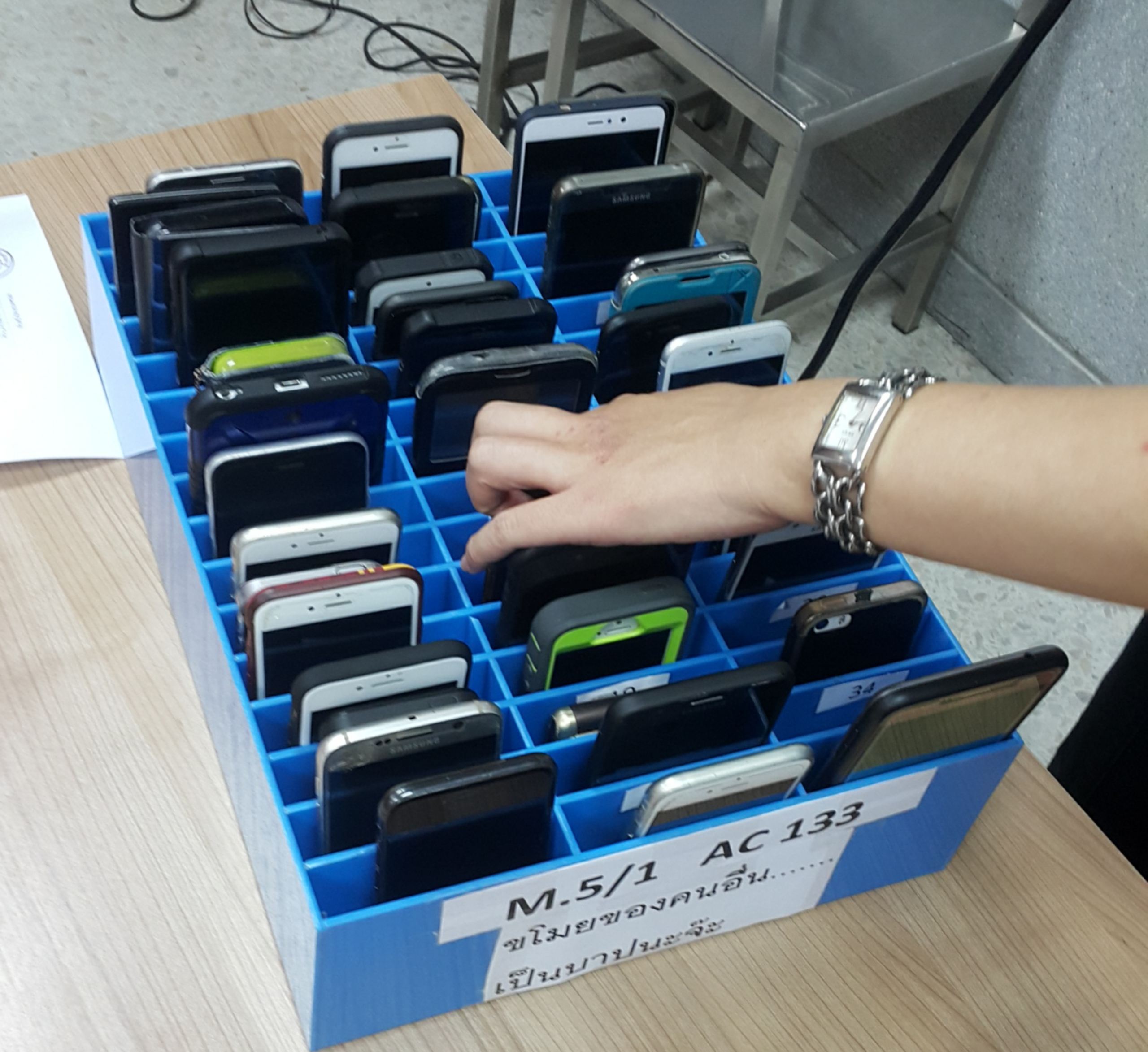
În unele școli, o cutie pentru telefoane mobile este utilizată pentru a împiedica elevii să utilizeze smartphone-uri în clasă în timpul lecțiilor

Utilizarea excesivă a telefoanelor mobile poate fi asociată cu rezultate negative asupra sănătății mentale și fizice, pe lângă faptul că are un impact asupra modului în care utilizatorii interacționează social.

### Social
Unele persoane folosesc comunicarea online pentru a înlocui conversațiile față în față. Psihologul clinic Lisa Merlo spune: „Unii pacienți se prefac că vorbesc la telefon sau se joacă cu aplicațiile pentru a evita contactul vizual sau alte interacțiuni la o petrecere.” În plus, un studiu din 2011 a arătat
- 70% își verifică telefoanele dimineața la mai puțin de o oră după ce se trezesc;
- 56% își verifică telefoanele înainte de a merge la culcare;
- 48% își verifică telefoanele în weekend;
- 51% își verifică constant telefoanele în timpul vacanței; și
- 44% au raportat că s-ar simți foarte anxioși și iritabili dacă nu ar interacționa cu telefoanele lor într-o săptămână.[31]

Această schimbare de stil, de la conversația față în față la cea bazată pe text, a fost observată și de psihologul american Sherry Turkle⁠(d). Lucrările sale menționează conectivitatea ca un declanșator important al schimbării comportamentului social privind comunicarea; prin urmare, această adaptare a comunicării nu este cauzată doar de telefonul în sine. Turkle susține, de asemenea, că oamenii se află acum într-o stare de „co-prezență continuă” în care comunicarea digitală permite apariția a două sau mai multe realități în același loc și timp. Ulterior, ei trăiesc, de asemenea, într-o „lume a atenției parțiale continue”, procesul de a acorda atenție simultană unui număr de surse de informații primite, dar la un nivel superficial. Bombardați cu o abundență de e-mailuri, mesaje text și alte mesaje, oamenii nu numai că se văd deposedați de caracteristicile lor umane sau de individualitate, dar îi și tratează din ce în ce mai mult ca unități digitale. Acest lucru este adesea denumit depersonalizare.
Potrivit lui Elliot Berkman, profesor de psihologie la Universitatea din Oregon, verificarea constantă a telefoanelor este cauzată de învățarea recompenselor și de teama de a lipsi (FOMO). Berkman explică faptul că „obiceiurile sunt un produs al învățării prin întărire, unul dintre cele mai vechi și mai fiabile sisteme ale creierului nostru” și, prin urmare, oamenii tind să dezvolte obiceiuri de îndeplinire a comportamentelor care i-au recompensat în trecut. Pentru mulți, utilizarea unui telefon mobil a fost plăcută în trecut, datorită sentimentelor pozitive de întărire atunci când primesc și răspund la o notificare. Berkman afirmă, de asemenea, că oamenii își verifică adesea smartphone-urile pentru a scăpa de presiunea socială pe care o exercită asupra lor pentru a nu rata niciodată lucruri interesante. După cum spune Berkman, „telefoanele inteligente pot fi o evadare din plictiseală, deoarece sunt o fereastră către multe alte lumi decât cea din fața ta, ajutându-ne să ne simțim incluși și implicați în societate.” Atunci când oamenii nu își verifică telefoanele mobile, ei nu pot satisface acest „obicei al verificării” sau nu pot suprima teama de a pierde ceva, ceea ce duce la anxietate și iritabilitate.
Alte implicații ale utilizării telefonului mobil în simptomele de sănătate mintală au fost observate de Thomée et al. în Suedia. Acest studiu a constatat o relație între raportarea sănătății mintale și stresul perceput al accesibilității participanților, care este definit ca posibilitatea de a fi deranjat în orice moment al zilei sau al nopții.
Criticii smartphone-urilor și-au exprimat îngrijorarea în special cu privire la efectele asupra tinerilor, în special cu privire la izolare, și la efectele acestora asupra dezvoltării sociale și emoționale. Prezența smartphone-urilor în viața de zi cu zi poate afecta interacțiunile sociale în rândul adolescenților. Dovezile actuale arată că smartphone-urile nu numai că diminuează interacțiunile sociale față în față între adolescenți, dar îi fac și mai puțin dispuși să vorbească cu adulții. Într-un studiu realizat de doctorul Lelia Green de la Universitatea Edith Cowan, cercetătorii au descoperit că „utilizarea în creștere a tehnologiilor mobile implică o colonizare digitală progresivă a vieții copiilor, remodelând interacțiunile adulților tineri”. Interacțiunile față în față au scăzut din cauza creșterii interacțiunilor partajate prin intermediul rețelelor de socializare, al partajării video mobile și al mesageriei instantanee digitale. Criticii cred că principala preocupare în această schimbare este că tinerii se inhibă de interacțiunile sociale constructive și de practicile emoționale.
Alte studii arată un aspect social pozitiv al utilizării smartphone-urilor. Un studiu privind dacă prezența smartphone-ului a schimbat răspunsurile la stres social a implicat 148 de bărbați și femei în jurul vârstei de 20 de ani. Expuși la un factor de stres de excludere socială și măsurând nivelurile hormonului de stres alfa-amilază (sAA), rezultatele au arătat niveluri mai ridicate de sAA și cortizol în grupul fără acces la telefon, sugerând că prezența unui smartphone, chiar dacă acesta nu este utilizat, poate diminua efectele negative ale excluderii sociale.

### Igienă
Cercetările efectuate de London School of Hygiene and Tropical Medicine⁠(d) la Queen Mary în 2011 au indicat că unul din șase telefoane mobile este contaminat cu materii fecale. Unele dintre telefoanele contaminate adăposteau, de asemenea, tulpini patogene de bacterii precum E. coli care pot provoca febră, vărsături și diaree. Alte cercetări au descoperit un risc ridicat de transmitere a acestor bacterii de către personalul medical care poartă telefoanele mobile în timpul turei, deoarece telefoanele mobile acționează ca un rezervor unde bacteriile se pot dezvolta.

### Sănătate
În timp ce Agenția Internațională de Cercetare a Cancerului a declarat în 2011 că radiațiile de radiofrecvență (RF) sunt un posibil cancerigen pentru om, pe baza unor dovezi limitate ale unui risc crescut de apariție a tumorilor gliom, de atunci nu s-a stabilit nicio legătură. Nu există nicio dovadă definitivă care să lege cancerul de utilizarea telefonului și nici vreo explicație științifică acceptată pentru modul în care utilizarea telefonului ar putea cauza cancer, dar aceasta rămâne o concepție greșită comună.
Cercetările au arătat că diminuarea cantității și calității somnului s-ar putea datora și unei secreții inhibate de melatonină.
În 2014, 58% dintre țările din Organizația Mondială a Sănătății au sfătuit populația generală să reducă expunerea la radiofrecvențe sub liniile directoare privind încălzirea. Cel mai frecvent sfat este de a utiliza kituri cu mâini libere (69%), de a reduce timpul de convorbire (44%), de a utiliza mesaje text (36%), de a evita apelurile cu semnale slabe (24%) sau de a utiliza telefoane cu rată de absorbție specifică (SAR) scăzută (22%). În 2015, Taiwanul a interzis utilizarea telefoanelor mobile sau a oricăror dispozitive electronice similare de către copiii sub vârsta de doi ani, iar Franța a interzis Wi-Fi-ul în creșele pentru copii.
Pe măsură ce adopția crește, problemele de sănătate comportamentală și modelele de utilizare problematice devin mai evidente. Telefoanele mobile continuă să devină mai multifuncționale și mai sofisticate, ceea ce agravează problema.
În 2014, BBC a raportat îngrijorările opticienilor cu privire la lumina albastră-violetă emisă de ecranele telefoanelor mobile, care ar putea fi potențial periculoasă pentru ochi și, pe termen lung, ar putea crește riscul de degenerare maculară. Poziția American Macular Degeneration Foundation este că dovezile privind acest risc, având în vedere intensitatea relativ scăzută emisă de ecranele dispozitivelor, nu sunt concludente în cel mai bun caz.

### Psihologic
Există îngrijorări cu privire la faptul că unii utilizatori de telefoane mobile au datorii considerabile și că telefoanele mobile sunt folosite pentru a încălca viața privată și a hărțui alte persoane. În special, există tot mai multe dovezi că telefoanele mobile sunt folosite ca un instrument de către copii pentru agresiune către alți copii.
Există o cantitate mare de cercetări privind utilizarea telefonului mobil și influența sa pozitivă și negativă asupra minții psihologice, sănătății mintale și comunicării sociale a omului. Utilizatorii de telefoane mobile se pot confrunta cu stres, tulburări de somn și simptome de depresie, în special adulții tineri. Utilizarea constantă a telefonului poate provoca o reacție în lanț, afectând un aspect al vieții unui utilizator și extinzându-se pentru a afecta alte aspecte. Aceasta începe adesea cu tulburări sociale, care pot duce la depresie și stres și, în cele din urmă, afectează obiceiurile de viață, cum ar fi somnul și dieta.
Cercetările au arătat o corelație între utilizarea excesivă a telefonului mobil și depresie. În urma apariției smartphone-urilor, profesorul american de psihologie Jean M. Twenge a constatat o creștere a simptomelor depresive și chiar a sinuciderilor în rândul adolescenților în 2010. Adolescenții mari utilizatori de smartphone-uri petrec atât de mult timp pe dispozitive încât renunță la interacțiunea umană față în față, considerată esențială pentru sănătatea mintală: „Cu cât adolescenții petrec mai mult timp uitându-se la ecrane, cu atât este mai probabil să raporteze simptome de depresie.” Twenge observă, de asemenea, că trei din patru adolescenți americani dețin un iPhone și, odată cu aceasta, ratele de depresie și sinucidere la adolescenți au crescut vertiginos din 2011, după lansarea iPhone în 2007 și a iPad-ului în 2010. În plus, adolescenții își petrec acum majoritatea timpului liber pe telefon; elevii de clasa a opta care petrec 10 sau mai multe ore pe săptămână pe social media au cu 56% mai multe șanse să fie nefericiți decât cei care dedică mai puțin timp social media.
Psihologul Nancy Colier a susținut că oamenii au pierdut din vedere ceea ce este cu adevărat important pentru ei în viață, spunând că oamenii au devenit „deconectați de ceea ce contează cu adevărat, de ceea ce ne face să ne simțim hrăniți și întemeiați ca ființe umane”. Dependența de tehnologie a împiedicat dezvoltarea neurologică și a relațiilor, deoarece tehnologia mobilă este prezentată oamenilor la o vârstă foarte fragedă. Colier afirmă: „Fără spații deschise și timp de odihnă, sistemul nervos nu se oprește niciodată - este constant în modul luptă sau fugi. Suntem conectați și obosiți tot timpul. Chiar și computerele repornesc, dar noi nu o facem.”
Cantitatea de timp petrecută pe ecrane pare să aibă o corelație cu nivelul de fericire. Un studiu reprezentativ la nivel național al elevilor americani de clasa a 12-a, finanțat de Institutul Național pentru Abuzul de Droguri, intitulat Monitoring the Future Survey, a constatat că „adolescenții care au petrecut mai mult timp decât media pe activități pe ecran sunt mai susceptibili de a fi nefericiți, iar cei care petrec mai mult timp decât media pe activități în afara ecranului sunt mai susceptibili de a fi fericiți.”
Deși este ușor de observat o corelație între utilizarea excesivă a telefonului mobil și aceste simptome de depresie, anxietate și izolare, este mult mai greu de dovedit cauzalitatea, adică faptul că telefoanele mobile în sine cauzează aceste probleme. Există mulți alți factori care se suprapun și care cresc depresia la oameni. Potrivit psihologului Peter Etchells, deși părinții și alte personalități împărtășesc aceste îngrijorări, alte două explicații posibile sunt că adolescenții depresivi ar putea utiliza mai mult dispozitivele mobile sau că adolescenții ar putea fi mai deschiși să discute sau să recunoască depresia decât alte grupuri de vârstă.
Un sondaj realizat de un grup de opticieni independenți a arătat că 43% dintre persoanele cu vârsta sub 25 de ani au experimentat anxietate sau chiar iritare atunci când nu au putut să își acceseze telefonul oricând doreau. Dependența de smartphone-uri este, de asemenea, asociată cu creșterea numărului de semnale telefonice fantomă, ca în sindromul vibrațiilor fantomă.

### Neural
Au existat numeroase speculații cu privire la impactul pe care utilizarea problematică a telefoanelor mobile l-ar putea avea asupra dezvoltării cognitive și la modul în care astfel de obiceiuri ar putea „reconfigura” creierul celor care sunt foarte preocupați de telefoanele lor. Cercetările au arătat că zonele de recompensă ale creierului celor care utilizează mai mult telefonul prezintă o conectivitate structurală diferită de cea a celor care utilizează mai puțin telefonul. Alte descoperiri au legat comportamentele media digitale de structurile de control autoreglator ale creierului, sugerând că variația capacității indivizilor de a controla impulsurile comportamentale ar putea fi, de asemenea, o cale psihologică cheie care conectează obiceiurile legate de tehnologia mobilă la creier.

### Conducerea distrasă

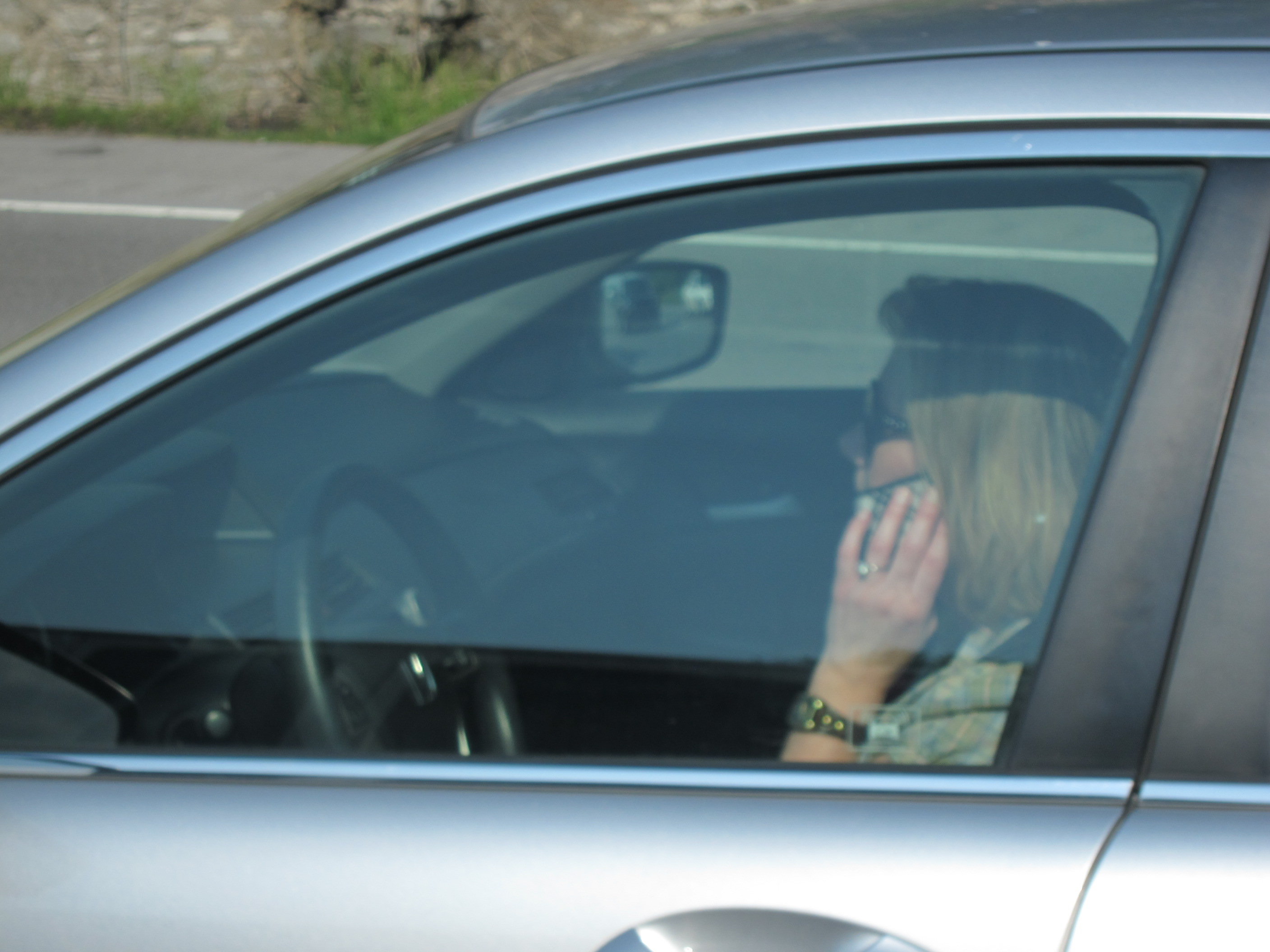
Un șofer care vorbește la un telefon mobil

Statisticile din SUA arată că peste 8 persoane sunt ucise și 1.161 rănite zilnic din cauza distragerii atenției la volan. În orice moment al zilei în SUA, aproximativ 660.000 de șoferi folosesc telefoane mobile sau dispozitive electronice în timp ce conduc. Un număr semnificativ de leziuni și accidente cauzate de distragerea atenției la volan pot fi atribuite, cel puțin parțial, utilizării unui telefon mobil, iar multe accidente legate de telefon nu sunt raportate din cauza reticenței conducătorilor auto de a recunoaște utilizarea telefonului în timp ce conduc. Potrivit Administrației pentru Siguranța Traficului Rutier, șoferii cu vârste cuprinse între 16 și 24 de ani au fost cei mai distrași, femeile având un risc mai mare de a muri într-un accident. Aproximativ 20.000 de decese provocate de autovehicule între 2012 și 2017 au fost legate de distragerea atenției la volan.
În prezent, nu există nicio interdicție federală în SUA privind trimiterea de mesaje text în timpul conducerii, dar mai multe state, precum și Washington D.C., Puerto Rico și Insulele Virgine americane au adoptat legi care interzic utilizarea dispozitivelor portabile în timpul conducerii. Noii șoferi din 38 de state și Washington D.C. nu au voie să utilizeze telefoanele mobile la volan.
În Regatul Unit, orice utilizare a telefonului în timp ce se află la volanul unui vehicul (ceea ce include instruirea sau însoțirea unui conducător auto începător) fără un sistem cu mâini libere atrage după sine o amendă minimă de 200 de lire sterline și sancțiuni pentru permis, inclusiv atunci când vehiculul este staționat.
Un text poate lua ochii de la drum pentru o medie de cinci secunde. Deși scurtă, la 55 mile pe oră (89 km/h) un vehicul parcurge 120 de m sau puțin peste lungimea unui teren de fotbal în acest timp. Un studiu național efectuat în 2021 de Departamentul de Transport al Statelor Unite a constatat că aproximativ trei la sută dintre șoferi vorbeau la telefon atunci când erau opriți la o intersecție și a estimat că, în orice moment, aproximativ cinci la sută dintre șoferi vorbesc la telefon. Insurance Institute for Highway Safety⁠(d) (IIHS) a raportat, de asemenea, că utilizatorii de telefoane mobile au tendința de a frâna mai puternic, de a conduce mai repede și de a schimba benzile de circulație mai frecvent, predispunându-i la accidente; aceștia sunt de două până la șase ori mai susceptibili de a fi implicați în accidente.
Cercetările indică faptul că utilizarea telefonului mobil afectează în mod negativ performanța șoferului, întârziind timpul de reacție, crescând devierile de bandă și diminuând timpul petrecut observând drumul. De asemenea, poate crește „orbirea din neatenție” în care șoferii văd, dar nu înregistrează ceea ce se află în fața lor.
Șoferii adolescenți sunt în mod special expuși riscului; distragerile atenției, cum ar fi muzica, jocurile, GPS-ul și rețelele de socializare sunt potențial mortale atunci când sunt combinate cu lipsa de experiență. Pericolele legate de condus și de multitasking continuă să crească pe măsură ce tot mai multă tehnologie este integrată în mașini. Adolescenții care trimiteau mesaje text mai des erau mai puțin predispuși să poarte centura de siguranță și mai predispuși să conducă în stare de ebrietate sau să meargă cu un șofer beat. Utilizarea telefonului mobil poate afecta capacitatea tinerilor șoferi de a controla vehiculele, de a fi atenți la carosabil și de a reacționa prompt la evenimentele din trafic.

## Instrumente pentru prevenirea sau tratarea utilizării excesive a telefonului mobil
Următoarele instrumente sau intervenții pot fi utilizate pentru a preveni sau trata utilizarea excesivă a telefonului mobil.

### Comportamentale
Multe studii au găsit relații între problemele psihologice sau de sănătate mintală și dependența de smartphone. Unele studii arată că grupurile de sprijin și abordările psihoterapeutice precum terapia cognitiv-comportamentală, interviul motivațional și terapia de familie sunt capabile să trateze cu succes dependența de internet și pot fi utile pentru utilizarea excesivă a telefonului mobil.
Abstinența completă de la utilizarea telefonului mobil sau abstinența de la anumite aplicații poate ajuta, de asemenea, la tratarea utilizării excesive a telefonului mobil. Alte intervenții comportamentale includ practicarea opusului (de exemplu, întreruperea rutinei normale a utilizatorului și forțarea acestuia să se readapteze la un nou model de utilizare), stabilirea obiectivelor, carduri de memento și listarea activităților alternative (de exemplu, exerciții fizice, muzică, artă, lectură).
În 2019, Organizația Mondială a Sănătății a emis recomandări privind stilul de viață activ, somnul și timpul petrecut în fața ecranului pentru copiii cu vârsta de până la cinci ani. Aceste recomandări includ limitarea timpului zilnic petrecut pe ecran la o oră și niciun timp petrecut pe ecran înainte de vârsta de doi ani. Acestea includ, de asemenea, trei ore de activitate fizică pe zi de la vârsta de un an, 14-17 ore de somn pentru sugari și 10-13 ore de somn pentru copiii de trei ani și mai mari.

### Setări ale telefonului
Mulți activiști pentru dependența de smartphone-uri (cum ar fi Tristan Harris) recomandă trecerea ecranului telefonului la modul grayscale/gri, care ajută la reducerea timpului petrecut pe telefoanele mobile, făcându-le plictisitoare la privit. Alte modificări ale setărilor telefonului pentru neutilizarea telefonului mobil au inclus activarea modului avion, dezactivarea datelor mobile și/sau Wi-Fi, închiderea telefonului, eliminarea anumitor aplicații și resetarea din fabrică.

### Aplicații pentru telefon
Psihoterapeutul german și expertul în dependență online Bert te Wildt recomandă utilizarea unor aplicații precum Offtime și Menthal pentru a ajuta la prevenirea utilizării excesive a telefonului mobil. Apple a adăugat pentru prima dată în iOS 12 o funcție numită „Screen Time” care permite utilizatorilor să vadă cât timp au petrecut pe telefon. În Android a fost implementată o funcție similară numită „bunăstare digitală” pentru a ține evidența utilizării telefonului mobil. Acestea funcționează prin creșterea gradului de conștientizare a utilizatorului prin notificări sumare de utilizare sau prin notificarea utilizatorului atunci când au fost depășite limitele de timp definite de utilizator.

### Bazat pe cercetare
Studierea și dezvoltarea de intervenții pentru neutilizarea temporară a telefonului mobil reprezintă un domeniu de cercetare în creștere și a ghidat proiectarea de aplicații pentru gestionarea utilizării excesive. Într-un studiu din 2016, cercetătorii au generat 100 de idei diferite de design pentru neutilizarea telefonului mobil, fiecare aparținând mai multor categorii. Utilizatorii au considerat că intervențiile bazate pe trei dintre cele opt categorii sunt cele mai utile: „informații” (furnizarea agnostică de informații utilizatorilor cu privire la comportamentul lor de utilizare), „atenție” (utilizatorii sunt îndemnați să reflecteze asupra alegerilor lor înainte, în timpul sau după ce le-au făcut) și „limite” (anumite comportamente sunt legate de timp sau context sau sunt restricționate în alt mod în cadrul unor parametri definiți). Cercetătorii au implementat o aplicație Android numită „MyTime” care a combinat aceste trei tipuri de intervenție și au constatat că utilizatorii și-au redus timpul petrecut cu aplicațiile lor problematice cu 21%, în timp ce utilizarea aplicațiilor pe care le considerau o bună utilizare a timpului a rămas neschimbată.
Alte aplicații rezultate din aceste eforturi de cercetare includ AppDetox, care permite utilizatorilor să definească reguli care le limitează utilizarea anumitor aplicații, și PreventDark care detectează și previne utilizarea excesivă problematică în întuneric. Utilizarea vibrațiilor în locul notificărilor pentru a limita utilizarea aplicațiilor s-a dovedit a fi eficientă. Alți cercetători au constatat că intervențiile bazate pe grup care se bazează pe faptul că utilizatorii își împărtășesc comportamentele limitative cu alții sunt eficiente. Educația media mobilă (în special, predarea abilităților de gestionare a timpului și a atenției) poate reduce, de asemenea, utilizarea problematică a smartphone-urilor și crește starea de bine în rândul elevilor de liceu.

### Interdicții privind utilizarea telefonului mobil
În unele părți ale lumii, telefoanele mobile sunt interzise în mediul școlar. În Franța și Ontario, Canada, utilizarea telefoanelor mobile este interzisă în timpul orelor de curs, în încercarea de a îmbunătăți performanța elevilor. În 2021 China a interzis telefoanele mobile în școli, cu excepția cazului în care elevii au acordul scris al părinților.

## Simptome psihologice ale utilizării telefonului
Utilizarea excesivă persistentă a telefoanelor inteligente poate duce la simptome care pot fi grupate în trei mari categorii: depresie, izolare socială și stimă de sine scăzută sau anxietate.

### Depresie
Depresia este o boală mintală care influențează negativ emoțiile, imaginația și autoreglarea. Simptomele depresive pot fi probleme psihologice grave la adolescenți; relația dintre simptomele depresive și dependența de telefonul mobil este de o importanță critică, deoarece acestea pot duce uneori la abuz de substanțe, eșec școlar și chiar sinucidere.

### Izolare
Izolarea socială este lipsa de interacțiune dintre indivizi și societate. Comunicarea realizată în mare parte sau exclusiv online reduce interacțiunile față în față cu alte persoane și poate afecta negativ dezvoltarea socială normală și relațiile interpersonale. Aceasta poate, la rândul său, afecta sprijinul social, crește alte comportamente compulsive și subminează în continuare sănătatea psihologică.

### Stima de sine scăzută și anxietatea
Stima de sine scăzută, o lipsă de încredere în sine și o imagine de sine negativă, poate rezulta din utilizarea excesivă a smartphone-urilor și este legată de anxietate cauzată de teama de a lipsi. Utilizarea problematică a smartphone-urilor poate afecta, de asemenea, factorii latenți de competență și pozitivitate ai calității vieții, în special modul de „utilizare inconștientă” al utilizării smartphone-urilor, și anume „utilizarea sa în paralel cu alte activități sau noaptea târziu”.
Studiile efectuate pe adolescenți au arătat în mod constant că există relații semnificative între extroversiunea ridicată, anxietatea ridicată, stima de sine scăzută și utilizarea telefonului mobil. Cu cât este mai puternică dependența de telefonul mobil a tânărului, cu atât este mai probabil ca persoana respectivă să aibă un timp ridicat de apelare a telefonului mobil, să primească apeluri excesive și să primească mesaje text excesive.
Persoanele care suferă de anxietate sunt mai predispuse să perceapă evenimentele normale din viață ca pe o presiune, iar încercările de a reduce acest stres pot duce la comportamente mai adictive. Femeile sunt mai predispuse să se bazeze pe telefoanele mobile pentru a-și menține relațiile sociale.

### Narcisism
Un alt simptom al dependenței de telefonul mobil este acumularea de trăsături de caracter narcisiste. Cercetările au arătat că personalitatea joacă un rol în dependența de utilizarea telefonului mobil. Boala de personalitate narcisistă este de obicei dezvoltată prin utilizarea excesivă a rețelelor sociale, iar oamenii vor prezenta trăsături de caracter cu niveluri ridicate de importanță de sine, fantezii de succes nelimitat, sentimentul de a fi special și unic, lipsa de empatie, invidie și aroganță. Cu toate acestea, studiile au arătat că unele dintre aceste trăsături au fost considerate sănătoase, deoarece oferă o ieșire pentru stima de sine și încrederea în sine.